# Asianidia albula
Asianidia albula är en insektsart som först beskrevs av Lindberg 1961.  Asianidia albula ingår i släktet Asianidia och familjen dvärgstritar.
Artens utbredningsområde är Madeira. Inga underarter finns listade i Catalogue of Life.